# トヨタ・オーリオン
オーリオン（Aurion）は、トヨタ自動車が2006年よりオーストラリアおよびアジアの一部地域で製造していたセダン型乗用車である。

## 概要
2006年にオーストラリア向けアバロンの後継車として発表されたモデルで、カムリをベースとしている。
オーストラリアおよび中東においてはカムリの上位車種としてカムリと併売されており、香港・マカオ・シンガポール以外の東南アジアおよび中国においてはカムリの名前で販売されている。
2012年にはカムリのフルモデルチェンジを受けてオーリオンもフルモデルチェンジしている。

## 初代 XV40型（2006年 - 2012年）

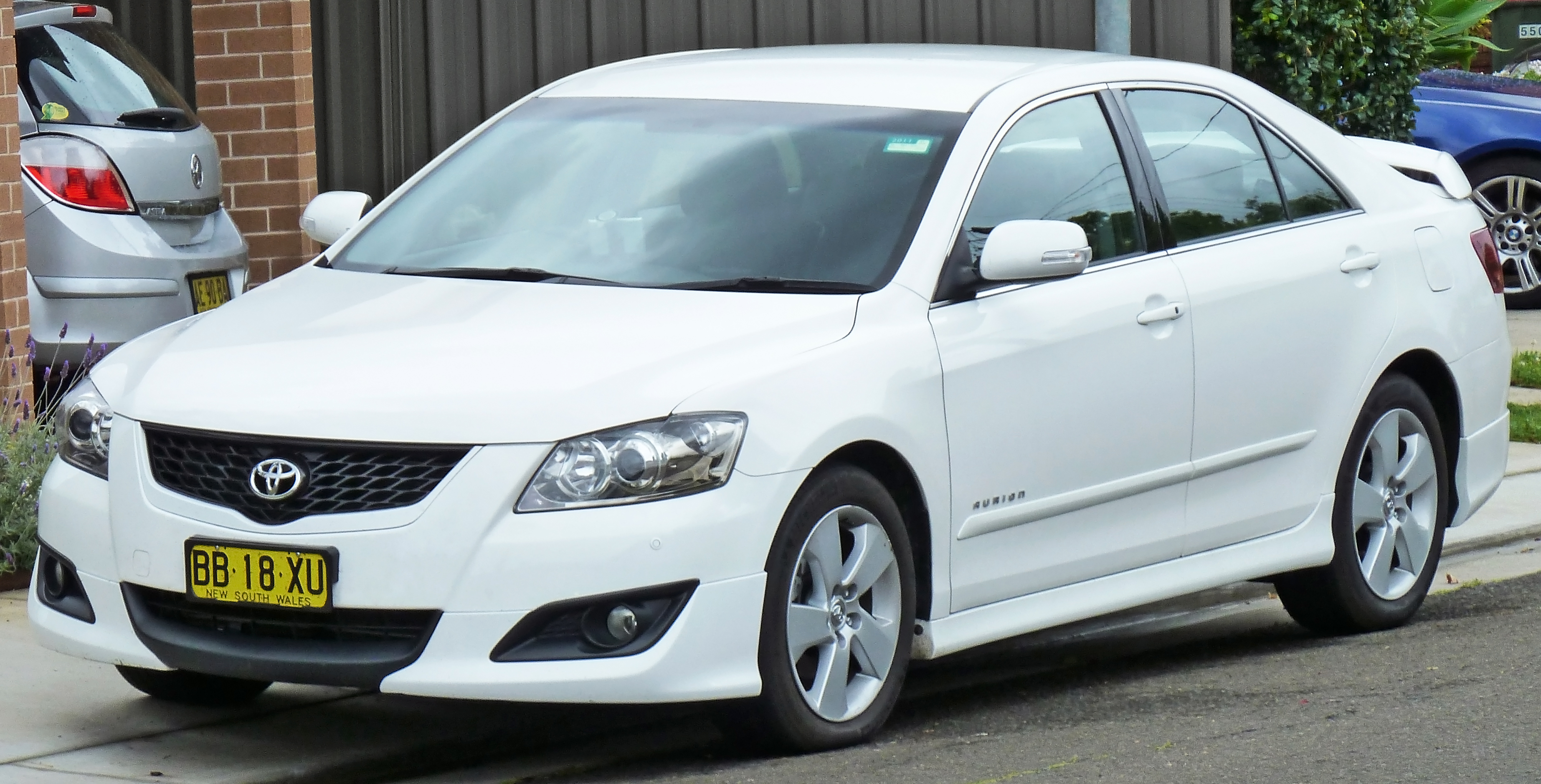
前期型 スポルティーボZR6

2006年に開催されたメルボルンモーターショーにて発表された。XV40型カムリをベースとしており、オーリオンとして販売されるオーストラリア地域および中東においてはアバロンの後継車として発売されたため、V6エンジンのみを搭載した。
アジアの一部地域ではカムリとして販売されるが、それらの市場では直4エンジン搭載モデルもラインアップされた。
2009年にはマイナーチェンジが行われ、エクステリアデザインが変更されている。

## 2代目 XV50型（2012年 - 2017年）

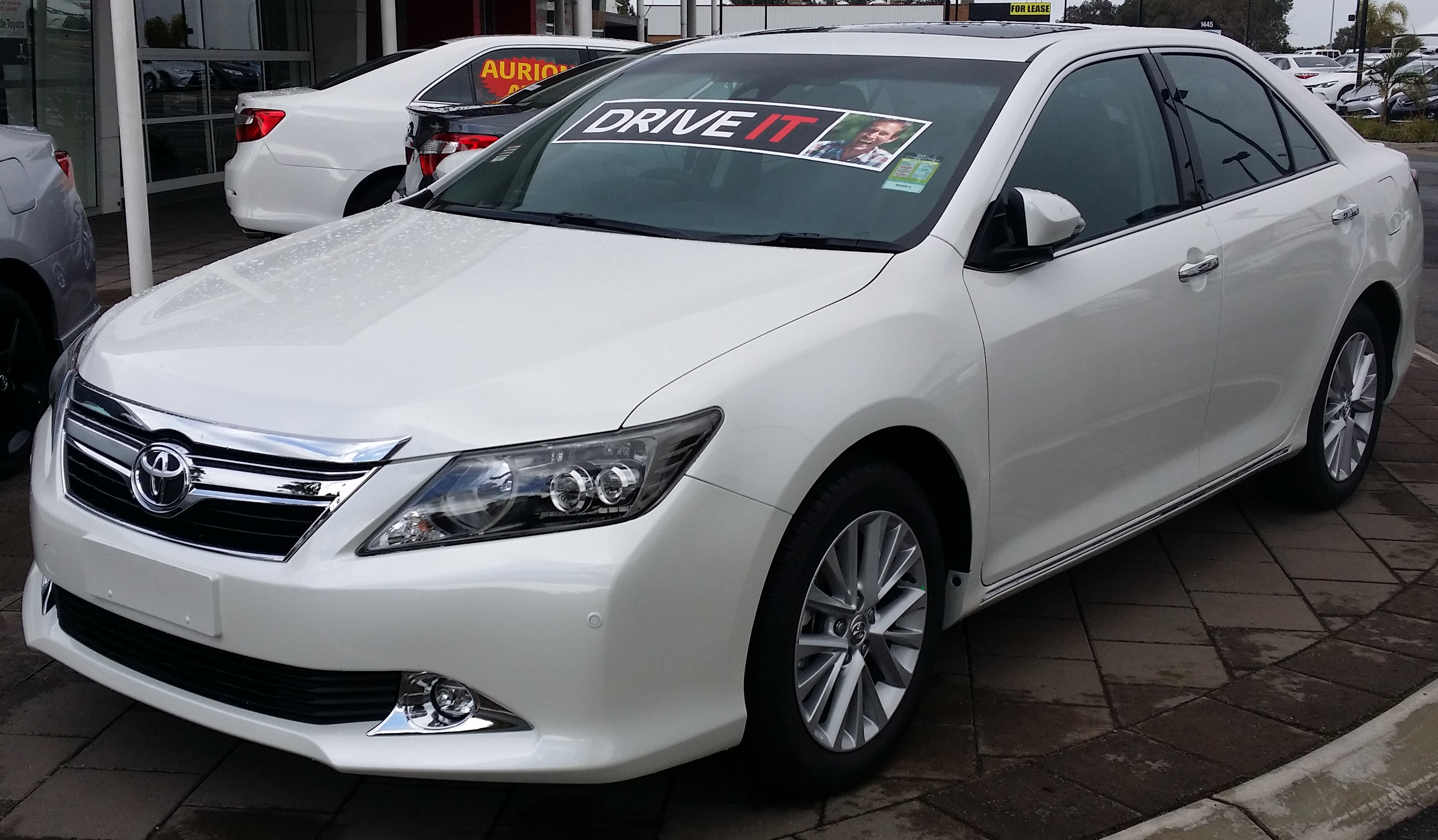
後期型プレサラ

2012年4月にXV50型カムリをベースとしたオーリオンがオーストラリアにおいて発売された。デザインは北米仕様と共通のマスクを採用するカムリに対し、先に2011年8月23日にトヨタ自動車ウクライナ法人によって発表されていたグローバル向けカムリのデザイン（グリル等の細部を除き、日本仕様前期とほぼ共通のデザイン）をベースとしている。
グレード構成はAT-X、プロディジー、プレサラ、そして独自外装のスポーツモデルであるスポルティーボSX6およびスポルティーボZR6となっており、先代をほぼ踏襲している。
パワートレインについても、先代と変わらず3.5L V6エンジンに6速ATが組み合わせられている。
2017年8月、生産を終了。以降は在庫販売のみとなる。後継車は無く、日本の堤工場（愛知県豊田市）もしくはアメリカのTMMKからの輸入に切り替わるXV70型カムリに吸収統合される。